# Бекслунд
Бекслунд (њем. Böxlund) општина је у њемачкој савезној држави Шлезвиг-Холштајн. Једно је од 134 општинска средишта округа Шлезвиг-Фленсбург. Према процјени из 2010. у општини је живјело 106 становника. Посједује регионалну шифру (AGS) 1059105.

## Географски и демографски подаци
Бекслунд се налази у савезној држави Шлезвиг-Холштајн у округу Шлезвиг-Фленсбург. Општина се налази на надморској висини од 23 метра. Површина општине износи 4,4 km². У самом мјесту је, према процјени из 2010. године, живјело 106 становника. Просјечна густина становништва износи 24 становника/km².